# RD-107
L'RD-107 és un disseny de motor coet d'origen soviètic utilitzat inicialment els míssils R-7 Semyorka. Les versions evolucionades d'aquest disseny RD-107A i RD-108A encara estan en ús actualment amb els vehicles de llançament Soyuz-FG i Soyuz-2.

## Versions
| Versió                              | RD-107 | RD-107K | RD-107ММ | RD-117 | RD-107A | RD-107A |
| ----------------------------------- | --- | --- | --- | --- | --- | --- |
| AKA                                 | 8D74 | 8D74K | 8D728 or 8D74M | 11D511 | 14D22 | 14D22KhZ |
| Desenvolupament                     | 1954-1959 | | 1965-1976 | 1969-1975 | 1993-2001 | 2001-2004 |
| Cicle de motor                      | Motor coet de combustible líquid cremant querosè i oxigen líquid en un cicle de generador de gas. Turbina propulsada pel vapor generat per la descomposició catalítica de peròxid d'hidrogen. | Motor coet de combustible líquid cremant querosè i oxigen líquid en un cicle de generador de gas. Turbina propulsada pel vapor generat per la descomposició catalítica de peròxid d'hidrogen. | Motor coet de combustible líquid cremant querosè i oxigen líquid en un cicle de generador de gas. Turbina propulsada pel vapor generat per la descomposició catalítica de peròxid d'hidrogen. | Motor coet de combustible líquid cremant querosè i oxigen líquid en un cicle de generador de gas. Turbina propulsada pel vapor generat per la descomposició catalítica de peròxid d'hidrogen. | Motor coet de combustible líquid cremant querosè i oxigen líquid en un cicle de generador de gas. Turbina propulsada pel vapor generat per la descomposició catalítica de peròxid d'hidrogen. | Motor coet de combustible líquid cremant querosè i oxigen líquid en un cicle de generador de gas. Turbina propulsada pel vapor generat per la descomposició catalítica de peròxid d'hidrogen. |
| Pressió de la cambra de combustió   | 5.88 MPa (853 psi) | 5.88 MPa (853 psi) | 5.85 MPa (848 psi) | 5.32 MPa (772 psi) | 6.00 MPa (870 psi) | 6.00 MPa (870 psi) |
| Impuls (a nivell del mar)           | 813,98 kN | 818,88 kN | 755,14 kN | 778,68 kN | 839,48 kN | 839,48 kN |
| Impuls (al buit)                    | 1.000,31 kN | 995,41 kN | 921,86 kN | Desconegut | 1.019,93 kN | 1.019,93 kN |
| Specific Impulse (a nivell del mar) | 256 s (2.51 km/s) | 256.2 s (2.512 km/s) | 257 s (2.52 km/s) | 253 s (2.48 km/s) | 263.3 s (2.582 km/s) | 263.3 s (2.582 km/s) |
| Specific Impulse (al buit)          | 313 s (3.07 km/s) | 313.3 s (3.072 km/s) | 314 s (3.08 km/s) | 316 s (3.10 km/s) | 320.2 s (3.140 km/s) | 320.2 s (3.140 km/s) |
| Alçada                              | 2,865 m | 2,865 m | 2,865 m | 2,865 m | 2,578 m | 2,578 m |
| Diàmetre                            | 1,850 m | 1,850 m | 1,850 m | 1,850 m mm | 1,850 m | 1,850 m |
| Estatus                             | Retirat | Retirat | Retirat | Retirat | En producció | En producció |
| Referències                         | Si no s'especifica el contrari: | Si no s'especifica el contrari: | Si no s'especifica el contrari: | Si no s'especifica el contrari: | Si no s'especifica el contrari: | Si no s'especifica el contrari: |